# San Juan de los Morros
San Juan de los Morros is een stad in Venezuela en is de hoofdplaats van de staat Guárico en van de gemeente Juan Germán Roscio.
In 2013 telde San Juan de los Morros 130.000 inwoners.

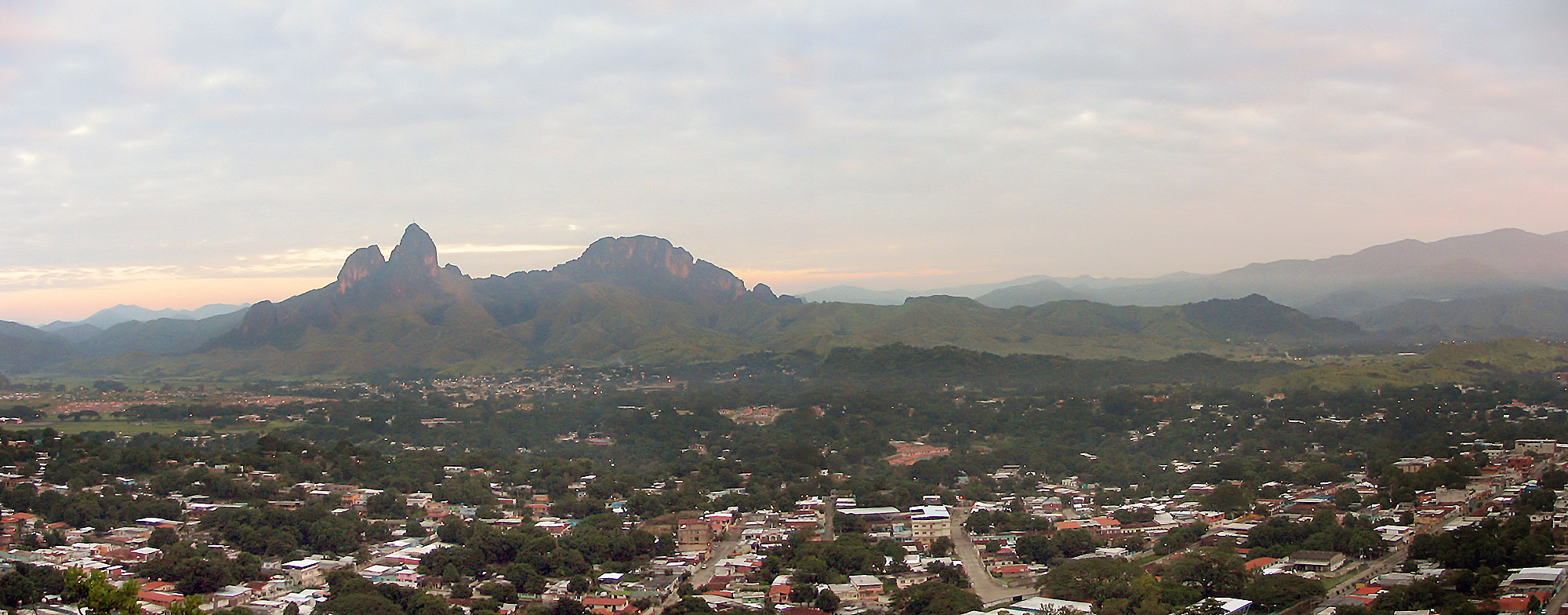
Panorama